# 缓冲器
緩衝區（英語：buffer），又稱緩衝器，是暫時置放輸出或輸入資料的記憶體區域。通常，自输入设备（例如麥克風）存取資料後，資料在輸出至另一裝置（例如揚聲器）前，會暫存在緩衝區中。但此外，電腦內部的不同行程間傳輸資料也會用到緩衝區。這與電信中的緩衝區相當。緩衝區可以在硬體中的固定記憶體位置中實現，也可以在軟體中使用指向實體記憶體中的某個位置的虛擬資料緩衝區來實現。但無論如何，緩衝區中的資料都儲存於某個實體的儲存媒介。多數緩衝區都是在软件層面實現的，它們一般會使用RAM來存儲臨時資料，因為RAM比硬盘的存取速度快得多。當接收資料的速率和處理資料的速率之間存在差異時，或者這些速率有波動的情況下，例如在印表機假離線程式或網路影片串流中，通常也會使用緩衝區。在分布式计算環境中，資料緩衝區通常以突發緩衝區的形式實現，以提供分散式緩衝服務。
缓冲区通常通过在内存中实现队列（或先進先出演算法）算法来调整时间，同时以一种速率将数据写入队列并以另一种速率读取数据。